# Petalocephaloides laticapitata
Petalocephaloides laticapitata är en insektsart som beskrevs av Kato 1931. Petalocephaloides laticapitata ingår i släktet Petalocephaloides och familjen dvärgstritar. Inga underarter finns listade i Catalogue of Life.